# Луганська вулиця (Київ)
Луга́нська ву́лиця — вулиця в Солом'янському районі міста Києва, місцевість Олександрівська слобідка. Пролягає від вулиці Володимира Брожка до кінця забудови.

## Історія
Вулиця виникла в 1-й половині ХХ століття (1930-ті роки) під назвою Ярова. Сучасна назва — з 1955 року, на честь міста Луганськ.